# American Movie
American Movie és un documental estatunidenc de 1999 dirigit per Chris Smith. La cinta registra els esforços de Mark Borchardt, un cineasta independent que està treballant en la creació d'una pel·lícula titulada Coveuen. Va guanyar el premi del jurat al millor documental en el Festival de Cinema de Sundance.

## Argument
El 1996, un home estatunidenc anomenat Mark Borchardt somia ser un cineasta. Tanmateix, encara viu amb els seus pares, està a l'atur i té un gran nombre de deutes, a més d'un problema d'alcoholisme i una mala relació amb la seva expromesa que l'ha amenaçat de revocar la custòdia dels seus tres fills. Encara que reconeix tenir aquests problemes, Mark decideix tirar endavant.
La seva idea és finalitzar un projecte que ha tingut pendent durant els últims anys, consistent en una pel·lícula titulada Northwestern. Encara que al principi compta amb el suport dels actors aficionats amb els quals treballa en un programa de radioteatre, Mark descobreix que no té els recursos necessaris per sortir de l'etapa de preproducció. Per aconseguir el finançament necessari, Mark decideix completar un altre dels seus projectes pendents, un curtmetratge en blanc i negre titulat Coven que va començar a filmar el 1994. La seva idea és vendre tres-cents VHS del film per poder reunir els diners que necessita.
Per poder completar el curtmetratge, Mark li demana diners al seu oncle Bill, un ancià de 82 anys, que li deixa de mala gana 3.000 dòlars. Mark comença el projecte amb l'ajuda de familiars, amics i veïns, que no tenen cap experiència en la realització de pel·lícules. El documental també se centra en Mike Schank, el millor amic de Mark, que s'està recuperant de les seves addiccions a l'alcohol i les drogues.
Durant la producció del curtmetratge, Mark s'adona de l'escepticisme per part dels seus amics i familiars. En un Sopar d'acció de Gràcies, Mark s'embriaga i reacciona violentament en contra de la seva família i amics. Posteriorment, intenta decidir si segueix o no amb el projecte. El director finalment decideix continuar, i aconsegueix acabar el curtmetratge el 1997. L'estrena de la cinta es realitza en un cinema de la ciutat, on convida als seus amics i familiars, i aprofita per vendre els VHS de Coven. En l'última escena del documental, Mark visitarà el seu oncle per parlar sobre el somni americà.
El documental acaba mostrant un missatge en el qual s'informa que l'oncle Bill va morir el setembre de 1997, i li va deixar 50.000 dòlars a Mark per tal que pogués acabar Northwestern.

## Rebuda
American Movie té una puntuació de 84/100 en el lloc web Metacritic. El 2002, la International Documentary Association el va incloure en els 20 millors documentals de tots els temps. Dos anys més tard, el The New York Times el va inclore en les "1.000 millors pel·lícules mai creades".